# 铁西街道 (铁岭市)
铁西街道，是中华人民共和国辽宁省铁岭市银州区下辖的一个乡镇级行政单位。

## 行政区划
铁西街道下辖以下地区：
惠安社区、汇工园社区、兴工社区、汇兴社区、繁荣社区、北宁社区、振兴社区和阳光园社区。